# کمپین یک میلیون امضا
یک میلیون امضاء یک پویش مستقل و اجتماعی است که شماری از فعالان حقوق زنان در ایران از ۵ شهریور ۱۳۸۵ راه‌اندازی کرده بودند. هدف این طرح جمع‌آوری دست‌کم یک میلیون امضا در حمایت از رفع تبعیض جنسیتی علیه زنان بود. از سال ۱۳۹۲ به بعد که این کمپین به هفت سالگی‌اش رسیده بود به مرور از آن کمتر صحبت می‌شود و به نوعی در حال فراموش شدن است.

## پیشینه
گروه‌هایی از فعالان جنبش زنان پس از تجمع ۲۲ خرداد ۱۳۸۵ در میدان هفت‌تیر تهران بر آن شده بودند که در ادامهٔ پیگیری اهدافی که در قطعنامه آن تجمع اعلام شده بود در جهت تلاش برای تغییر قوانین ناعادلانه و زن‌ستیز در جمهوری اسلامی ایران، حرکتی جمعی و هدف‌مند را در دستور کار خود قرار دهند. این پویش در واقع تلاش وسیعی برای «جمع‌آوری یک میلیون امضاء» به‌منظور درخواست تغییر قوانین تبعیض‌آمیز در جمهوری اسلامی ایران بود. گفته می‌شد زمان این پیکار بلندمدت است؛ یعنی مقید به زمان محدود و مشخصی نخواهد بود و تا رسیدن به حد نصاب (جمع‌آوری یک میلیون امضاء) ادامه خواهد داشت. مدت زمان این حرکت به تعداد مشارکت‌کنندگان آن وابسته بود. حداقل سنی که برای امضاء کنندگان در نظر گرفته شده بود ۱۸ سال است.

## اهداف کمپین یک میلیون امضا
در وبگاهی که متعلق به خود کمپین بود و هم‌اکنون به کلی از دسترس خارج شده‌است. اهداف زیر به عنوان اهداف اصلی ذکر شده بود:
1. مشارکت جمعی بخش‌های وسیعی از شهروندان برای تغییرات مثبت اجتماعی و رسیدن به هدفی معین و مشروع (رفع تبعیض‌های قانونی علیه زنان).[۱]
2. آشنایی و گفتگوی رو در رو با گروه‌های مختلف زنان و شهروندان در سطح گسترده.[۱]
3. ایجاد زمینه برای بخشیدن صدا به زنان خاموش (بی‌صدایان).[۱]
4. اعتقاد به رشد آگاهی، ایجاد گفتگو میان شهروندان و آموختن فعالیت‌های جمعی و دموکراتیک یعنی اصلاحات از پایین، از درون جامعهٔ مدنی و نه از بالا. پایهٔ این عمل جمعی، اعتقاد به ضرورت تقویت حوزهٔ عمومی، اعتقاد به توانمندسازی زنان، باور به اینکه تنها تغییراتی ماندگار و ریشه‌ای هستند که از بطن جامعه می‌جوشند و نتیجهٔ آشنایی مستقیم با دردها و لمس مشکلات، به‌طور مستقیم یا غیرمستقیم توسط تک تک افرادند، و نیز آگاهی از این امر که مشکلات حقوقی، مشکل فردی و خصوصی نیست و شمار زیادی از زنان با آن دست و پنجه نرم می‌کنند.[۱]
5. تلاش‌گران این کمپین، در عمل و تماس مستقیم با شهروندان جامعهٔ خود، متوجه شوند که بدون تحمل سختی، بدون پرداخت هزینه و البته اتحاد و همدلی، هیچ بی‌عدالتی و تبعیضی قابل تغییر نیست. مسیر اصلی این تغییر نه از مجاری و معادلات قدرت، مردان و زنان قدرتمند و…، بلکه از طریق آگاهی و حساسیت تک تک زنان و شهروندان عادی نسبت به خودشان و درک موقعیت و جایگاه‌شان در جامعه ذکر شده‌است.[۱]
6. نشان دادن این که خواستهٔ برحق تغییر قوانین تبعیض‌آمیز محدود به چهار تا پنج هزار نفر از زنان نیست بلکه این خواسته، خواسته‌ای فراگیر است.[۱]
7. نشان دادن این که خواستهٔ تغییر و اصلاح قوانین، خواستهٔ طیف خاصی از زنان نیست؛ یعنی انگ‌هایی که اغلب به مدافعان حقوق برابر و زنان فعال برای خاموش کردن آن‌ها زده می‌شود (از جمله: بی‌دردی، بالای شهرنشینی، خودنمایی و…) واقعاً صحت ندارد چون این قوانین بر زندگی همهٔ زنان اعم از باسواد و بی‌سواد، بالای شهرنشین و پایین شهرنشین، مجرد و متأهل، روستایی و شهری، کم و بیش تأثیر می‌گذارد.[۱]
8. نحوهٔ حرکت و چالش‌های درونی کمپین یک میلیون امضاء در کتابی با عنوان «کمپین یک میلیون امضاء: روایتی از درون» به قلم نوشین احمدی خراسانی، یکی از اعضای اولیهٔ کمپین یک میلیون امضا، در سال ۱۳۸۶ منتشر شد. در این کتاب ویژگی‌های حرکت کمپین و مشکلات پیش روی این حرکت و نیز دستاوردهای این حرکت تدوین شده‌است. این کتاب در هزاران نسخه منتشر شد و سپس به زبان انگلیسی نیز ترجمه  و منتشر شده‌است.[۳]

## ادعای عدم مغایرت با قانون و اسلام
بنیان‌گذاران این طرح ادعا می‌کردند که این درخواست هیچ‌گونه ضدیتی با مبانی اسلام ندارد زیرا جزو اصول دین به‌شمار نمی‌آیند. تغییر قوانینی که در این کمپین مورد درخواست است، حداکثر، محل اختلاف بین مجتهدان و علمای دین است و برخی از فقیه‌ها از جمله آیت‌الله صانعی یا آیت‌الله بجنوردی و شمار دیگری از مجتهدان سال‌هاست که بازنگری در قوانین تبعیض‌آمیز علیه زنان را مورد تأیید قرار داده‌اند و تغییر آن‌ها را مغایر با اسلام ندانسته‌اند.
در همین حال درخواست‌های این طرح با تعهدات بین‌المللی دولت ایران نیز همخوانی دارد چون ایران به میثاق بین‌المللی حقوق مدنی و سیاسی و میثاق بین‌المللی حقوق اقتصادی، اجتماعی و فرهنگی پیوسته و اولین گام در این کنوانسیون‌ها منع هرگونه تبعیض است، بنابراین تبعیض باید از بین برود چون منطبق با تعهدات بین‌المللی دولت ایران است.

## پشتیبانی
حامیان اولیهٔ پیکار «یک میلیون امضاء برای تغییر قوانین تبعیض‌آمیز»:
شیرین عبادی، سیمین بهبهانی، شهلا لاهیجی، بابک احمدی، شهلا اعزازی، ناصر زرافشان، نرگس محمدی، منیرو روانی پور، فریده غیرت، شهلا شرکت، اردشیر رستمی، فرزانه طاهری، فریبرز رئیس دانا، دیاکو مرادی، مریم ضیاء، بنفشه حجازی، مائده طهماسبی، بهاره علوی، فرهاد آئیش، عمران صلاحی، هومن فخار، مهوش شیخ‌الاسلامی، مجید تولایی، ناهید توسلی، جعفر پناهی، خدیجه مقدم …
حامیان کمپین همه متعلق به یک قشر یا گروه نبودند و در نتیجه، این درخواست‌ها در جریان منفعت یک گروه خاص سیاسی یا اجتماعی نبود. بسیاری از افرادی که با این طرح همکاری داشتند افرادی بودند که عضو هیچ گروهی نمی‌باشند. از طرفی افرادی که متعلق به گروهی هستند به گروه‌های بسیار متفاوتی تعلق دارند از جمله می‌توان به فاطمه راکعی، عضو کمیسیون زنان جبهه مشارکت و رئیس فراکسیون زنان در مجلس ششم، فخرالسادات محتشمی پور، نایب رئیس کمیسیون زنان جبهه مشارکت و جمع هم‌اندیشی فعالان جنبش زنان، برخی از کنشگران مدنی از آقایان در تهران و سراسر کشور از جمله غلامرضا جعفری روزنامه‌نگار و فعال سیاسی جوان اصلاح طلب و کنشگر حقوق کودک و زنان و دانش‌آموخته حقوق و علوم سیاسی و حقوق بین‌الملل از شاهرود که به احضار، بازداشت و بازجویی وی منجر شد (این فرد مدیر مسئول فعلی پایگاه خبری ایرانیان فردا و نشریه کومش فردا (کومش امروز پیشین و عضو فعلی تشکیلات جامعه زنان تحت مدیریت خانم طالقانی است و اکنون نیز از پیشگامان صدای #مهسا_امینی است)، همچنین گروه‌های غیر ایرانی فمینیستی در کشورهای همسایه، کشورهای مسلمان، کشورهای آفریقایی، اروپایی و ایرانی‌های مقیم کشورهای مختلف اشاره کرد.

## برخورد با کمپین
کمپین یک میلیون امضا در آغازین ماه‌های فعالیت دولت محمود احمدی‌نژاد شکل گرفت. پیش از تشکیل این کمپین، نیروهای پلیس زن و مرد به خشن‌ترین شیوه با اجتماع کنندگان ۲۲ خرداد ۱۳۸۵ در میدان هفت تیر تهران برخورد کردند و بیش از ۷۰ تن در تجمع میدان هفت‌تیر بازداشت و محاکمه شدند.
گروه‌هایی از آن فعالان جنبش زنان پس از تجمع تصمیم گرفتند برای ادامهٔ پیگیری اهدافی که در قطعنامهٔ آن تجمع اعلام شده بود حرکت جمعی و هدف‌مند دیگری را آغاز کنند. با شروع کمپین برخوردها با این بخش از جنبش زنان موقتاً تخفیف یافت ولی در ادامه، نهادهای اطلاعاتی و امنیتی بارها اعضا و هواداران کمپین را بازداشت کردند.
برخوردهای دوگانه‌ای با این حرکت انجام گرفت، چنان‌که قاضی پروندهٔ خدیجه مقدم صراحتاً به وی اعلام کرد که «می‌خواهیم چوب لای چرخ کمپین بگذاریم»، و از سوی دیگر در بازجویی مأموران وزارت اطلاعات از وی، گفته شد که ما با کمپین مشکلی نداریم.
وبگاه رسمی بارها فیلتر می‌شد به‌طوری‌که از نوزده سایت کمپین، پانزده سایت آن برای مخاطبان داخل ایران (مشهد، اصفهان، اراک، شیراز، زاهدان، رشت) و برخی کشورهای دیگر (آلمان، کالیفرنیا، قبرس، کویت) فیلتر شد. اکنون امکان دسترسی به آن وجود ندارد.

## جایزه‌ها
- ۲۰۰۸ - گزارشگران بدون مرز به وبگاه: دلیل هیئت داوران: وبگاه کمپین یک میلیون امضاء جایی برای تغییر قوانین تبعیض آمیز است که دو سال و سه ماه قبل توسط تعدادی از فعالان حقوق زنان در ایران راه‌اندازی شد. این کمپین قصد دارد یک میلیون امضاء از زنان و مردان ایرانی را برای رفع تبعیض‌های قانونی علیه زنان ایرانی جمع‌آوری کرده و به مجلس ایران تحویل دهد و خواستار بازبینی قوانین شود. اما این فقط یک هدف این کمپین است، مهم‌ترین هدف این کمپین آموزش و ارتقای آگاهی شهروندان ایرانی از قوانین تبعیض‌آمیز است. این وبگاه تاکنون هجده بار فیلتر شده‌است که از این نظر رکورددار فیلتر شدن در جامعهٔ اینترنتی فارسی‌زبان است! تا به امروز چهل و هشت کنشگر این کمپین بازداشت شده و هر کدام از چند روز تا چند ماه به جرم جمع‌آوری امضا و گسترش آگاهی در زندان به سر برده و بسیاری از آن‌ها به حبس‌های از شش ماه تا دو سال تعزیری و تعلیقی محکوم شده‌اند. حتی سه نفر از آن‌ها به شلاق هم محکوم شده‌اند. تعدادی از کنشگران این کمپین از محل کارهای خود به دستور وزارت اطلاعات اخراج شده‌اند و برخی از آن‌ها نیز از دانشگاه اخراج شدند.»[۷][۸]
- ۹ ژانویه ۲۰۰۹ - سیمون دوبووار به دلیل «جسارت زنان ایرانی و بدیع بودن شکل مبارزه‌شان»: جولیا کریستوا فیلسوف سرشناس فمینیست و رئیس هیئت داوری هنگام اعلام جایزه گفت: «کمپین یک میلیون امضاء جنبش بدیع و تازه‌ایست چون بر محور یک زن پیشرو و مشهور شکل نگرفته‌است بلکه جنبش وسیعی است زیرا زنانی که در آن فعال هستند به دیدار زنان دیگر می‌روند، با آن‌ها بحث می‌کنند، خانه به خانه سر می‌زنند و حقوق زنان را تک به تک به آن‌ها توضیح می‌دهند. از این طریق و از راه اینترنت یک شبکهٔ وسیع فکری به وجود می‌آورند که همنوع زنی را، از قشرها کم درآمد گرفته تا زنان مرفه، در بر می‌گیرد و این دقیقاً با روح کار سیمون دوبووار همخوانی دارد. ما با اهدای این جایزه می‌خواهیم این زنان را تشویق کنیم و علاقه، عشق و همبستگی خود را به آن‌ها نشان دهیم.»[۹][۱۰]
- ۲۹ آوریل ۲۰۰۹ - بنیاد فمینیست مجوریتی[۱۱]
- ۱۱ مارس ۲۰۱۰ - جایزه نت‌شهروند سازمان گزارشگران بدون مرز به وبگاه[۱۲]

### وبگاه‌های کمپین:
- کمپین در هر شهر یا کشور وبگاهی مستقل داشت که در چند زبان بین‌المللی نیز ارائه می‌شد: تهران، نروژ و کالیفرنیا
- کوچه به کوچه وبلاگی که توسط مشارکت‌کنندگان کمپین نوشته می‌شد و اغلب، تجربیات جالب آن‌ها را در زمان جمع کردن امضا در بر می‌گرفت.
- تصویر برابری شامل مجموعه تصاویر مربوط به فعالیت‌هاست.
- مردان برای برابری جنسیتی کمیتهٔ مردان کمپین یک میلیون امضا در تهران.[۱۳]

### سایر وبگاه‌ها:
- فهرستی از وبگاه‌ها و وبلاگ‌های حامی کمپین